# Nicolas Anelka
Nicolas Anelka (Le Chesnay, 14 de març de 1979) és un futbolista professional francès de religió musulmana, que ha jugat de davanter al Reial Madrid CF, Arsenal FC, Paris Saint-Germain, Manchester City FC, Chelsea FC i Juventus FC.